# Nelson Fernando Ramos
Nelson Ramos (Popayán, Colombia; 23 de noviembre de 1981) es un exfutbolista colombiano. Jugaba de guardameta siendo destacado por ser goleador llegando a convertir 13 goles (6 de penal y 7 de tiro libre). Sus campañas más notables se dieron en el Deportivo Pasto, Millonarios y Boca Juniors de Cali.

## Récord FIFA
Nelson Ramos, es el único arquero a nivel mundial en haber convertido 3 goles de tiro libre en 3 partidos consecutivos.

## Trayectoria

### Inicios
Ramos se formó en las divisiones inferiores del Atlético Popayán y después paso por las inferiores del Deportivo Cali, club al que llegó en 1998. Aunque permaneció varios años en el equipo verdiblanco, nunca fue utilizado en la nómina profesional, más allá en un encuentro en el que fue suplente del venezolano Rafael Dudamel siempre fue la cuarta opción del arco azucarero.

### Deportivo Pasto
En el año 2005, a sus 25 años de edad Ramos se fue al Deportivo Pasto, club donde por fin pudo hacer su debut profesional en el año 2006. En ese mismo campeonato, Ramos tuvo la fortuna de salir campeón del campeonato colombiano. Se mantuvo durante tres años y medio en el club nariñense hasta el Torneo Apertura 2009.

### La Equidad y América de Cali
En el Torneo Finalización 2009 se da su paso al cuadro bogotano La Equidad, en ese semestre tan solo juega en 6 oportunidades. En el primer semestre de 2010, Ramos se consolidó definitivamente el profesionalismo, quien, con un nivel altamente destacado, llevó al equipo hasta la Final del Torneo Apertura 2010  contra el Junior de Barranquilla. Sin embargo, al minuto 89 del partido de vuelta, cuando el marcador global reflejaba un empate 2-2 y todos se preparaban para una tanda de penales, fue directamente responsable de la anotación de Carlos Bacca , que le dio el título al cuadro tiburón. Esto causó malestar y suspicacia en el cuerpo técnico, especialmente porque, minutos antes de que finalizara el encuentro, el portal de noticias deportivas Futbolred.com publicó un artículo en el que ya se consignaba el título de Junior, antes de que el resultado estuviera definido. 

"Por vos perdimos la final". Declaración de Alexis Garcia técnico de  La Equidad en 2010 a Ramos en el camerino luego de terminada la final.

En el momento en que se disponía a realizar la pretemporada del Torno Finalización 2010 se le notifica que no será tenido en cuenta por el cuerpo técnico por lo que recala en el  América de Cali. Con los diablos rojos nuevamente tiene partidos notables inclusive anotando un gol y sacándole 10 puntos al equipo descendido.

### Millonarios

#### (2011)
En diciembre de 2010 se concreta su llegada a Millonarios, en reemplazo del uruguayo Juan Obelar. Ramos firma por un año con opción de compra de sus derechos deportivos. Debuta el 5 de marzo de 2011 en la victoria 3-1 ante el Boyacá Chicó por el Torneo Apertura 2011. Rápidamente se consolida como arquero titular del equipo, que con su presencia en el arco llega hasta las semifinales del Torneo Apertura y del Torneo Finalización. 
El 29 de agosto anota su primer gol con la camiseta de Millonarios, de penal ante el Atlético Huila por la fecha 1 del Torneo Finalización.
Ganó su primer título con Millonarios el 27 de octubre de 2011, levantando el trofeo de la Copa Colombia. Gracias a sus buenos rendimientos el arquero renovó su contrato con Millonarios por 3 años, hasta diciembre de 2014.

#### (2012)
Para la temporada 2012, Ramos llega consolidado como el arquero titular de Millonarios. Anota su segundo gol en el equipo en el empate 1-1 ante Santa Fe por la fecha 1 del Torneo Apertura. 
Luego de un primer semestre gris para el equipo, con la llegada de Hernán Torres, Millonarios mejoró su rendimiento en el Torneo Finalización, donde Ramos se destacó en las primeras fechas del campeonato. Sin embargo, el 22 de septiembre, en el clásico contra Santa Fe, por la fecha 9 del Torneo Finalización sufrió una lesión en el Tendón de Aquiles. que lo sacó de la competencia el resto del año. A pesar de su ausencia, y gracias al aporte de Luis Delgado, Millonarios gana el Torneo Finalización, siendo este el segundo y último título que ganó Ramos con el equipo.

#### (2013)
El 31 de julio, Ramos vuelve a disputar un partido, en este caso, un amistoso frente al América de Cali. Sin embargo, el arquero payanés es relegado al puesto de tercer arquero por debajo de Luis Delgado y Róbinson Zapata. 
Finalmente, el 7 de diciembre vuelve a jugar un partido oficial, siendo este el último de los Cuadrangulares semifinales del Torneo Finalización, donde Millonarios vence 3-1 al Once Caldas, pero se queda fuera de la final del semestre.

#### (2014)
Con la llegada del entrenador español, Juan Manuel Lillo, Ramos empieza a rotar el puesto de arquero titular con Luis Delgado, siendo el arquero inicialista del equipo las primeras fechas. Sin embargo, terminó siendo la segunda opción debajo del arquero santandereano. Al final de la temporada termina su contrato, el cual no es renovado, y sale del equipo luego de disputar 92 partidos, anotar dos goles y ganar dos títulos.

### Deportivo Quito
Desde enero del 2015 se incorporó al Deportivo Quito donde jugó todos los partidos de la temporada, siendo un referente de la Serie A de Ecuador, pero al final sale del club porque no le pagaron su sueldo.

### Deportivo Pasto
Regresa al Deportivo Pasto en junio del 2015 para jugar el torneo finalización donde se destaca juega todos los partidos pero en la fecha 20 su equipo termina eliminado por un punto y no ingresaron a la siguiente fase del torneo.

### Fortaleza CEIF
El 12 de junio es confirmado como nuevo refuerzo del Fortaleza CEIF. Jugando para Fortaleza marca un hecho con pocos precedentes en el futbol actual para un portero, anota un gol y genera una asistencia de gol en el mismo partido, enfrentando a Cortulua.

### Deportivo Independiente Medellín
El 4 de enero de 2017 es confirmado como nuevo refuerzo del Deportivo Independiente Medellín. 

### Jaguares de Córdoba
En el primer semestre del 2018 juega con Jaguares de Córdoba, donde disputa 6 partidos por Liga y 1 por Copa Sudamericana ante Boston River de Uruguay.

## Selección Colombia
Nelson Ramos fue convocado por Bolillo Gómez a la Selección Colombia para la Copa América de Argentina 2011, siendo suplente en 4 partidos aunque no llegaría a sumar minutos. No volvió a recibir convocatorias posteriores.

### Participaciones enCopas América
| Torneo            | Sede      | Resultado        | PJ                           | GR | VI |
| ----------------- | --------- | ---------------- | ---------------------------- | -- | -- |
| Copa América 2011 | Argentina | Cuartos de final | 0 (4 partidos como suplente) | 0  | 0  |

## Clubes
| Club                   | País                 | Año                  | Goles |
| ---------------------- | -------------------- | -------------------- | ----- |
| Deportivo Pasto        | Colombia             | 2005 - 2009          | 1     |
| La Equidad             | Colombia             | 2009 - 2010          | 0     |
| América de Cali        | Colombia             | 2010                 | 1     |
| Millonarios            | Colombia             | 2011 - 2014          | 2     |
| Deportivo Quito        | Ecuador              | 2015                 | 0     |
| Deportivo Pasto        | Colombia             | 2015 - 2016          | 0     |
| Fortaleza CEIF         | Colombia             | 2016                 | 2     |
| Independiente Medellín | Colombia             | 2017                 | 0     |
| Jaguares de Córdoba    | Colombia             | 2018                 | 0     |
| Atlético Bucaramanga   | Colombia             | 2018 - 2019          | 0     |
| Boca Juniors de Cali   | Colombia             | 2019 - 2022          | 7     |
| Total goles anotados   | Total goles anotados | Total goles anotados | 13    |

## Estadísticas

### Clubes
| Club                              | Div.          | Temporada     | Liga  | Liga  | Copas        | Copas        | Internacional | Internacional | Total | Total |
| Club                              | Div.          | Temporada     | Part. | Goles | Part.        | Goles        | Part.         | Goles         | Part. | Goles |
| --------------------------------- | ------------- | ------------- | ----- | ----- | ------------ | ------------ | ------------- | ------------- | ----- | ----- |
| Deportivo Pasto · Colombia        | 1.ª           | 2005          | 0     | 0     | Inexistentes | Inexistentes | Inexistentes  | Inexistentes  | 0     | 0     |
| Deportivo Pasto · Colombia        | 1.ª           | 2006          | 4     | 0     | Inexistentes | Inexistentes | Inexistentes  | Inexistentes  | 4     | 0     |
| Deportivo Pasto · Colombia        | 1.ª           | 2007-08       | 31    | 1     | Desconocido  | Desconocido  | 2             | 0             | 33    | 1     |
| Deportivo Pasto · Colombia        | 1.ª           | 2009          | 17    | 0     | Desconocido  | Desconocido  | Inexistentes  | Inexistentes  | 17    | 0     |
| Deportivo Pasto · Colombia        | 1.ª           | 2015          | 20    | 0     | Inexistente  | Inexistente  | Inexistentes  | Inexistentes  | 20    | 0     |
| Deportivo Pasto · Colombia        | 1.ª           | 2016          | 18    | 0     | Inexistente  | Inexistente  | Inexistentes  | Inexistentes  | 18    | 0     |
| Deportivo Pasto · Colombia        | Total club    | Total club    | 90    | 1     | 0            | 0            | 2             | 0             | 92    | 1     |
| La Equidad · Colombia             | 1.ª           | 2009          | 6     | 0     | Desconocido  | Desconocido  | Inexistentes  | Inexistentes  | 6     | 0     |
| La Equidad · Colombia             | 1.ª           | 2010          | 19    | 0     | Desconocido  | Desconocido  | Inexistentes  | Inexistentes  | 19    | 0     |
| La Equidad · Colombia             | Total club    | Total club    | 25    | 0     | 0            | 0            | 0             | 0             | 25    | 0     |
| América de Cali · Colombia        | 1.ª           | 2010          | 18    | 1     | Inexistentes | Inexistentes | Inexistentes  | Inexistentes  | 18    | 1     |
| América de Cali · Colombia        | Total club    | Total club    | 18    | 1     | 0            | 0            | 0             | 0             | 18    | 1     |
| Millonarios FC · Colombia         | 1.ª           | 2011          | 37    | 1     | 8            | 0            | Inexistentes  | Inexistentes  | 45    | 1     |
| Millonarios FC · Colombia         | 1.ª           | 2012          | 24    | 1     | 0            | 0            | 4             | 0             | 28    | 1     |
| Millonarios FC · Colombia         | 1.ª           | 2013          | 1     | 0     | 0            | 0            | Inexistentes  | Inexistentes  | 1     | 0     |
| Millonarios FC · Colombia         | 1.ª           | 2014          | 14    | 0     | 4            | 0            | 0             | 0             | 18    | 0     |
| Millonarios FC · Colombia         | Total club    | Total club    | 76    | 2     | 12           | 0            | 4             | 0             | 92    | 2     |
| Deportivo Quito · Ecuador         | 1.ª           | 2015          | 19    | 0     | Inexistentes | Inexistentes | Inexistentes  | Inexistentes  | 19    | 0     |
| Deportivo Quito · Ecuador         | Total club    | Total club    | 19    | 0     | 0            | 0            | 0             | 0             | 19    | 0     |
| Fortaleza CEIF · Colombia         | 1.ª           | 2016          | 19    | 2     | Inexistentes | Inexistentes | Inexistentes  | Inexistentes  | 19    | 2     |
| Fortaleza CEIF · Colombia         | Total club    | Total club    | 19    | 2     | 0            | 0            | 0             | 0             | 19    | 2     |
| Independiente Medellín · Colombia | 1.ª           | 2017          | 5     | 0     | 0            | 0            | 0             | 0             | 5     | 0     |
| Independiente Medellín · Colombia | Total club    | Total club    | 5     | 0     | 0            | 0            | 0             | 0             | 5     | 0     |
| Jaguares de Córdoba · Colombia    | 1.ª           | 2018          | 6     | 0     | Inexistentes | Inexistentes | 1             | 0             | 7     | 0     |
| Jaguares de Córdoba · Colombia    | Total club    | Total club    | 6     | 0     | 0            | 0            | 1             | 0             | 7     | 0     |
| Atlético Bucaramanga · Colombia   | 1.ª           | 2018          | 0     | 0     | 2            | 0            | Inexistentes  | Inexistentes  | 2     | 0     |
| Atlético Bucaramanga · Colombia   | 1.ª           | 2019          | 13    | 0     | 1            | 0            | Inexistentes  | Inexistentes  | 14    | 0     |
| Atlético Bucaramanga · Colombia   | Total club    | Total club    | 13    | 0     | 3            | 0            | 0             | 0             | 16    | 0     |
| Boca Juniors de Cali · Colombia   | 2.ª           | 2019          | 13    | 1     | Inexistentes | Inexistentes | Inexistentes  | Inexistentes  | 13    | 1     |
| Boca Juniors de Cali · Colombia   | 2.ª           | 2020          | 17    | 0     | 2            | 0            | Inexistentes  | Inexistentes  | 19    | 0     |
| Boca Juniors de Cali · Colombia   | 2.ª           | 2021          | 25    | 3     | 3            | 0            | Inexistentes  | Inexistentes  | 28    | 3     |
| Boca Juniors de Cali · Colombia   | 2.ª           | 2022          | 28    | 3     | 2            | 0            | Inexistentes  | Inexistentes  | 30    | 3     |
| Boca Juniors de Cali · Colombia   | Total club    | Total club    | 83    | 7     | 7            | 0            | 0             | 0             | 90    | 7     |
| Total carrera                     | Total carrera | Total carrera | 354   | 13    | 22           | 0            | 7             | 0             | 383   | 13    |

### Selección
| Selección                  | Temporada                  | Amistosos | Amistosos | SudaméricaCopa América 2011) | SudaméricaCopa América 2011) | Mundial | Mundial | Total | Total |
| Selección                  | Temporada                  | Part.     | Goles     | Part.                        | Goles                        | Part.   | Goles   | Part. | Goles |
| -------------------------- | -------------------------- | --------- | --------- | ---------------------------- | ---------------------------- | ------- | ------- | ----- | ----- |
| Mayores · Colombia         | 2011                       | —         | —         | 0                            | 0                            | —       | —       | 0     | 0     |
| Mayores · Colombia         | Total                      | 0         | 0         | 0                            | 0                            | 0       | 0       | 0     | 0     |
| Total Selecciones Colombia | Total Selecciones Colombia | 0         | 0         | 0                            | 0                            | 0       | 0       | 0     | 0     |

## Goles anotados
| #   | Fecha                    | Torneo    | Club               | Res. | Equipo Adv        | Modo       | Arquero Rival   |
| --- | ------------------------ | --------- | ------------------ | ---- | ----------------- | ---------- | --------------- |
| 1.  | 24 de septiembre de 2008 | Primera A | Deportivo Pasto    | 1-0  | La Equidad        | Tiro libre | Álvaro Solís    |
| 2.  | 11 de octubre de 2010    | Primera A | América de Cali    | 3-0  | Deportivo Cali    | Penal      | José Cuadrado   |
| 3.  | 29 de agosto de 2011     | Primera A | Millonarios        | 1-2  | Atlético Huila    | Penal      | Luis Estacio    |
| 4.  | 29 de enero de 2012      | Primera A | Millonarios        | 1-1  | Santa Fe          | Penal      | Camilo Vargas   |
| 5.  | 18 de septiembre de 2016 | Primera A | Fortaleza C.E.I.F. | 2-2  | Cortuluá          | Tiro libre | Pablo Mina      |
| 6.  | 30 de septiembre de 2016 | Primera A | Fortaleza C.E.I.F. | 1-2  | Atlético Huila    | Tiro libre | Jhonny da Silva |
| 7.  | 24 de septiembre de 2019 | Primera B | C. A. Boca Juniors | 3-2  | Cortuluá          | Tiro libre | Guillermo Gómez |
| 8.  | 24 de enero de 2021      | Primera B | C. A. Boca Juniors | 1-1  | Atlético de Cali  | Tiro libre | Andrés Cabezas  |
| 9.  | 24 de enero de 2021      | Primera B | C. A. Boca Juniors | 1-0  | Barranquilla F.C. | Tiro libre | Jaime Acosta    |
| 10. | 29 de enero de 2021      | Primera B | C. A. Boca Juniors | 1-2  | Valledupar FC     | Tiro libre | Aldo Montes     |
| 11. | 6 de marzo de 2022       | Primera B | C. A. Boca Juniors | 1-1  | Boyacá Chicó      | Penal      | Eder Orejuela   |
| 12. | 13 de agosto de 2022     | Primera B | C. A. Boca Juniors | 1-1  | Club Llaneros     | Penal      | Kevin Armesto   |
| 13. | 8 de octubre de 2022     | Primera B | C. A. Boca Juniors | 2-3  | Real Santander    | Penal      | Eduar Esteban   |

## Palmarés

### Campeonatos nacionales
| Título              | Club              | País     | Año  |
| ------------------- | ----------------- | -------- | ---- |
| Torneo Apertura     | A. D. Pasto       | Colombia | 2006 |
| Copa Colombia       | Millonarios F. C. | Colombia | 2011 |
| Torneo Finalización | Millonarios F. C. | Colombia | 2012 |